# Oxytropis asterocarpa
Oxytropis asterocarpa är en ärtväxtart som beskrevs av I.T. Vassilczenko. Oxytropis asterocarpa ingår i släktet klovedlar, och familjen ärtväxter. Inga underarter finns listade i Catalogue of Life.